# Trez
 (novembre 2018).
Si vous disposez d'ouvrages ou d'articles de référence ou si vous connaissez des sites web de qualité traitant du thème abordé ici, merci de compléter l'article en donnant les références utiles à sa vérifiabilité et en les liant à la section « Notes et références ».
Trez, pseudonyme d'Alain Tredez, né à Berck le 2 février 1926, est un  dessinateur de presse, dessinateur humoristique et peintre français.

## Biographie
Après des études secondaires brillantes (ce fils de professeurs obtient son baccalauréat à l'âge de quinze ans), Alain Trez effectue des études de droit et l’Institut d'études politiques de Paris et est en peinture dit autodidacte, « ou presque si on met à part les deux ou trois années qu'il passa à l'Académie de la Grande Chaumière ».
Il collabore comme cartooniste à des journaux et magazines français et étrangers (Paris Match, Lui, Punch, Life) et publie avec son épouse Denise quatorze albums pour enfants aux États-Unis ; il a travaillé pour la publicité, créé des affiches, des dessins animés, il est de 1973 à 2000 le dessinateur politique de France-Soir. En 1990, il reçoit le prix de l’humour noir et obtient en 1993 celui de l’humour vache avant de se consacrer à la peinture. Rémy Le Fur restitue pour la revue Artension : « ses œuvres, qu'il qualifie de peintures/dessins tant s'entremêlent les deux techniques, racontent des histoires humaines, souvent grinçantes. Remplies de signes, de clins d'œil et surtout de personnages, représentants anonymes d'une humanité perplexe ou perdue entre vitalité et désespoir, générosité et bêtise, elles sont aussi pleines de couleurs, mais teintées d'un humour noir ou vache ».

## Œuvres

### Publications

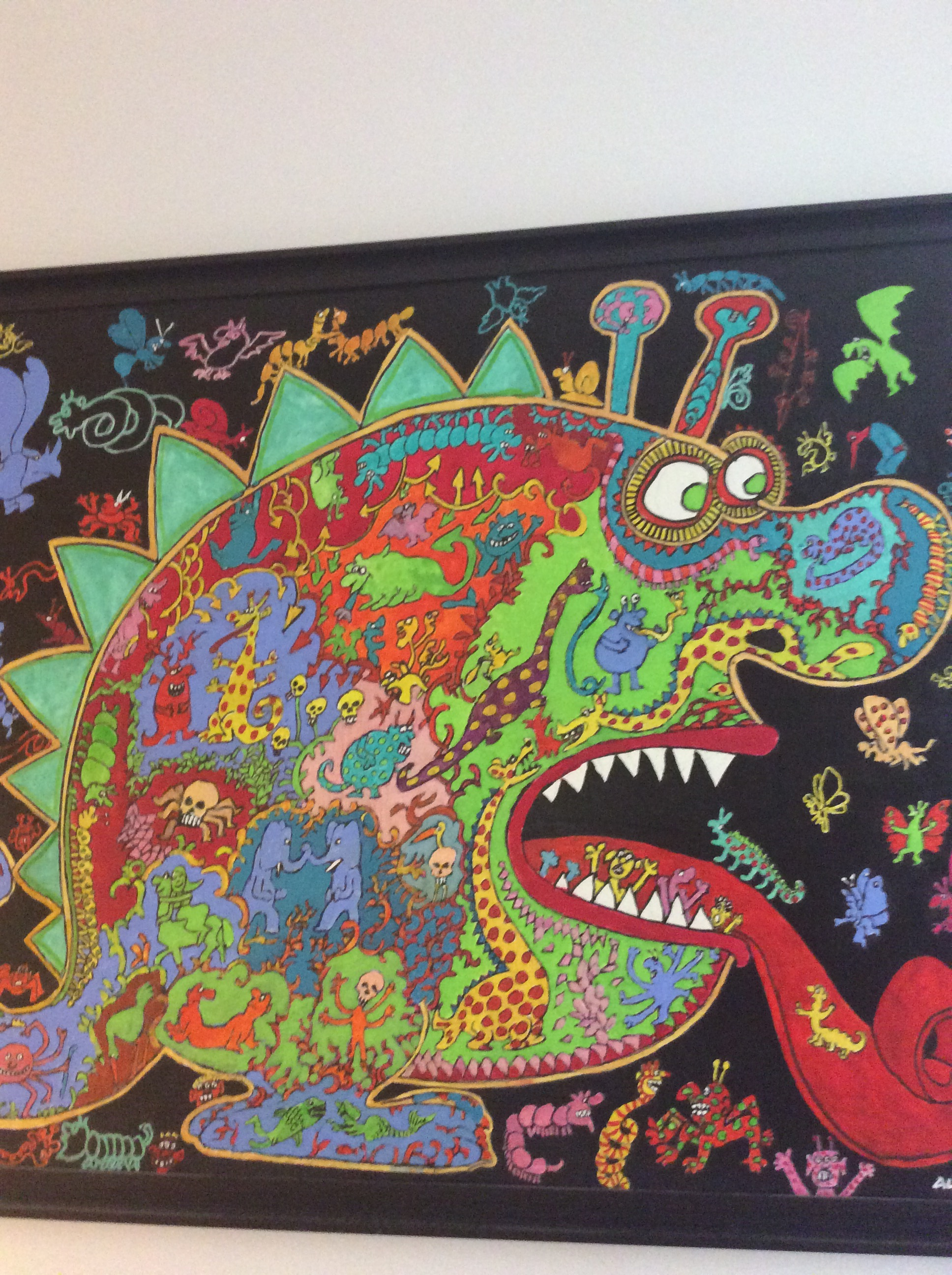
Tableau Trez 2015

- ABC pour rire, Robert Laffont, 1956, rééd. 1992  (ISBN 978-2221040201)
- La Preuve par Trez, Denoël, 1965, réed. 1981  (ISBN 978-2207201503)
- L'Odyssexe, textes de Jean-Baptiste Rossi, Denoël, 1965
- L'Amour de A à Trez, Albin Michel, 1969
- Jeux à Trez, Glénat, 1982  (ISBN 978-2723403146)
- Tout va Trez bien (mai 81 - mai 83), Éditions Denoël, 1983  (ISBN 978-2207229590), réed Picollec, 1997  (ISBN 978-2864771296)
- Un... deux... Trez... partez ! (1984 - 1985), Vilo, 1985  (ISBN 978-2905285010)
- Trez optimiste (1983-1984), Vilo, 1984  (ISBN 978-2905285003)
- Jamais deux sans Trez (1985 1986), Vilo, 1986  (ISBN 978-2905285027)
- Trez en campagne (1986-1987), Vilo, 1987  (ISBN 978-2905285034)
- Les Idées noires de Trez, Marabout, 1989  (ISBN 978-2501012089)
- Vive quatre-vingt-Trez !, La Table ronde, 1989  (ISBN 978-2710304050)
- Une année Trez chaude (1989-1990), La Table ronde, 1990  (ISBN 978-2710304500)
- Métro...scopie (avec Michel Villeneuve), Le Cherche midi, 1991  (ISBN 978-2862742175)
- Trez candidats, Critérion, collection Histoire et histoires dirigée par Violaine Vanoyeke, 1994  (ISBN 978-2741301998)
- Tout va Trez vite : dessins (1991-1992), Picollec, 1997  (ISBN 978-2864771296)
- Une année Trez vache, Picollec, 1996  (ISBN 978-2864771593)
- CohabiTrez, Picollec, 1998  (ISBN 978-2864771678)
- Trez incorrect, Picollec, 1998  (ISBN 978-2864771722)
- EnTrez dans l'an 2000, Picollec, 1999  (ISBN 978-2864771777)
- Trez corsé, Picollec, 2000  (ISBN 978-2864771845)
- Moi, mon chien et quelques autres bêtes, Glénat, 2004  (ISBN 978-2723446105)
- Les Idées Trez noires, Le Cherche midi, 2005  (ISBN 978-2862740898)
- Ma Bretagne... : La connaître et l'aimer en s'amusant (avec Jean-Pierre Colignon), Picollec, 2007  (ISBN 978-2864772286)
- J'aime pas les people, Hoëbeke, 2007  (ISBN 978-2842302818)

### Fresques murales
- Mur peint, angle de la rue des Plâtrières et de la rue des Amandiers, 20e arrondissement de Paris, 1989 : « cette fresque, qui représente une maison vue en coupe, propose au fil des étages un gag visuel du plus délicat effet »[1]

## Expositions

### Expositions personnelles
- Galerie Martine Moisan, Paris, 1993.
- Galerie Selmersheim, Paris, 1996, 2001, 2004.
- Galerie Marie-Thérèse Cochin, Paris, 1998.
- Kleine Gelerie, Cobourg, 2002.
- Alain Trez - Bris, collages et galets-jades (en partenariat avec le Salon international de la caricature, du dessin de presse et d'humour), maison du Limousin, Paris, août-septembre 2009[3].
- Médiathèque Opale Sud, Berck, novembre 2010.
- Prises de têtes par Alain Trez, Galerie Cour 16, Paris, mai-juillet 2011[4].
- Galerie du Bourdaric, Vallon-Pont-d'Arc, juillet-septembre 2013.
- Galerie Domuse, Honfleur, novembre 2013[5].
- Galerie Lefor Openo, Paris, mars 2014, janvier-mars 2016[2].
- Trez singulier, domaine de Beaupré, Guebwiller, mai 2016[6].

### Expositions collectives
- Galerie 3+2, Saint-Germain-des-Prés, Paris, 1968.
- Salon Itinéraires, Levallois-Perret, 1996.
- Alain Trez, Michel Goudet, Galerie Mona Lisa, Paris, mars 2008[7].
- Dessin(s) - Carte blanche à Annick et Louis Doucet : la collection Cynorhodon FALDAC, commanderie de la Villedieu, Élancourt, décembre 2012 - mars 2013[8].
- Citroën, chevronnée d'art, musée d'art et d'histoire de Cholet, juin-novembre 2013[9].
- Happy Art contemporain, orangerie du Sénat, jardins du Luxembourg, Paris, juillet-août 2014[10].
- Trentième anniversaire du geste de Verdun : François Mitterrand - Helmut Kohl, Centre mondial de la paix, des libertés et des droits de l'homme, palais épiscopal de Verdun (Meuse), septembre 2014[11].
- Participations non datées : Printemps des singuliers, Paris.

## Réception critique
- « Des compositions animées de personnages, de monstres, dans la lignée de Gaston Chaissac ou Jean Dubuffet. » - Dictionnaire Bénézit[12]
- « L'humanité qui se dégage de l'ensemble de l'œuvre tient dans ces bouilles lunaires aux yeux ronds, ces corps baudruches, rondouillards, dans ces regards ronds. Alain Trez, à l'évidence, parle de la condition humaine : désarroi, inquiétude, candeur, timidité, perplexité. Mais son pinceau œuvre aussi dans la tendresse, se trempe dans les couleurs de l'espoir. Teintée d'ironie, "drôlement curieuse", ou, comme le décoche Trez d'un trait : "peinture plus drolatique que drôle". » - Patrick Le Fur[1]
- « La vocation vraie d'Alain Trez est la peinture ; celle qui exige tubes de couleurs, pinceaux, palette, etc. Après un passage à l'abstraction, Alain Trez peint aujourd'hui avec sérénité de grands et gros bonshommes pleins de touches colorées, de bariolées verniculaires, de griffures inspirées et de déchirures du plus bel effet. » - Michel Laclos[1]
- « Trez, une humanité de guingois mais dans une atmosphère de fête : toutes ces papillotes, ces fils et ces filaments, cette folie de lignes zigzagantes que les personnages, figés, leur dérobaient... Chez Trez, les hommes sont les immobiles sujets, déformés ou en cours de formation, d'un monde qui danse. » - Yves Berger[1]

## Collections publiques
- Musée du Vivant, Institut des sciences et industries du vivant et de l'environnement, Paris[13].
- Musée national de l'Éducation, Rouen, Tous punis, gravure de presse[14].

## Collections privées
- Louis Guyard[15].
- Collection Cynorrhodon FALDAC (Annick et Louis Doucet)[8].

## Hommages
- Jean Berteault a dédié son poème Tableau parisien à Alain Trez[16].